# Picnic

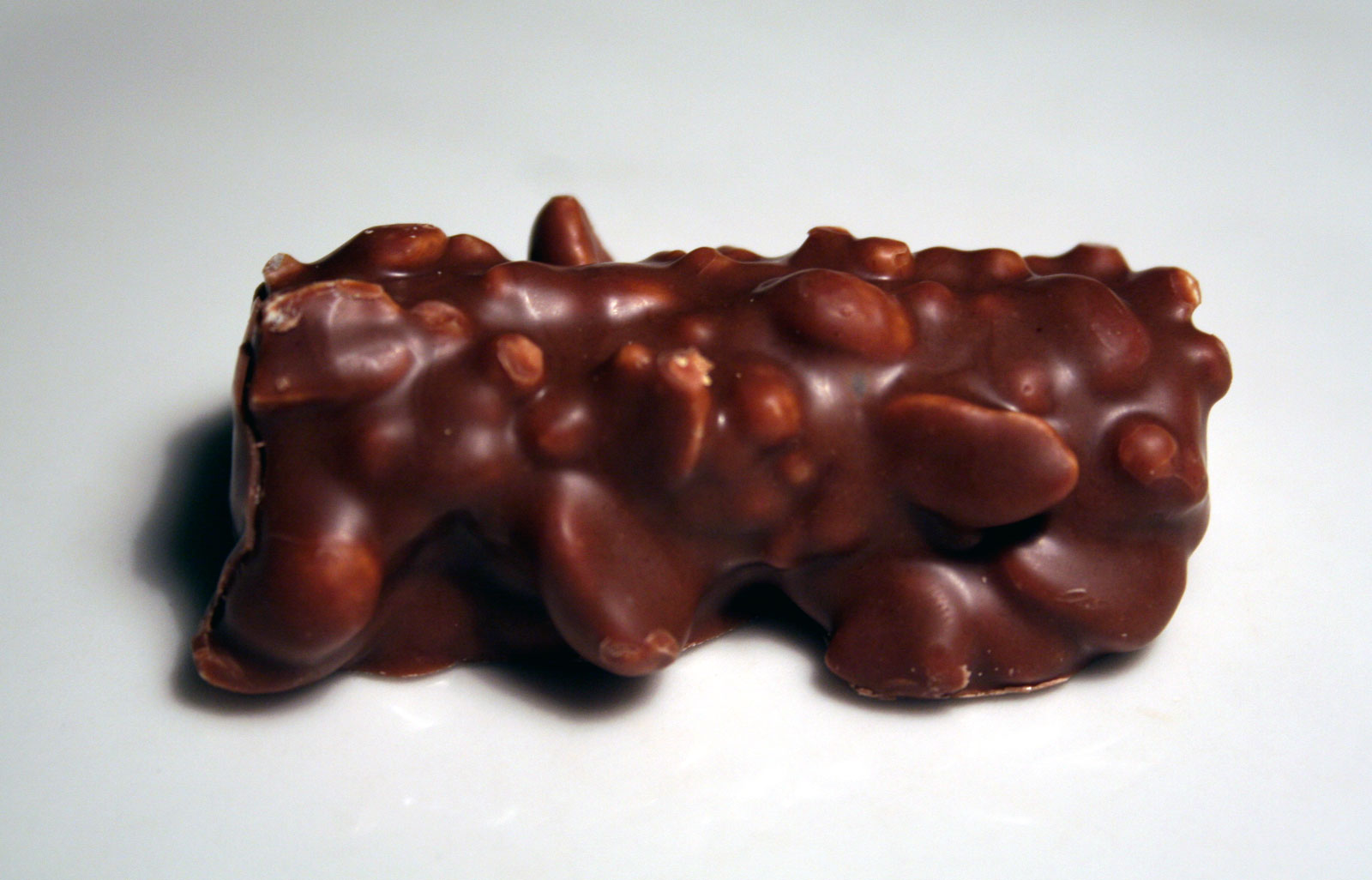
Picnic

«Picnic» («Пікні́к») — шоколадний батончик з арахісом (або волоським горіхом), начинкою з м'якої карамелі, родзинок, вафель та повітряного рису, що покрита молочним шоколадом. Випускається компанією Mondelēz International (раніше компанією Cadbury).